# 旧津站
舊津站（朝鲜语：구진역；）曾为朝鲜铁路長津線上的一个车站，位于咸镜南道长津郡。

## 歷史
- 1934年11月1日，開業。
- 1935年7月15日，废止。